# Eco Örebro
El Eco Örebro fue un equipo de baloncesto sueco que jugó siete temporadas en la Basketligan, la primera división del país. Tenía su sede en la ciudad de Örebro. Disputaba sus partidos en el Idrottshuset, con capacidad para 2000 espectadores. 

## Resultados en la Liga sueca
| Temporada | División | Liga        | Posición | Play-Offs | Competición Europea |
| --------- | -------- | ----------- | -------- | --------- | ------------------- |
| 2010–11   | 1        | Basketligan | 10       | -         | -                   |
| 2011–12   | 1        | Basketligan | 10       | -         | -                   |
| 2012–13   | 1        | Basketligan | 12       | -         | -                   |
| 2013–14   | 1        | Basketligan | 10       | -         | -                   |
| 2014–15   | 1        | Basketligan | 11       | -         | -                   |
| 2015–16   | 1        | Basketligan | 10       | -         | -                   |

## Palmarés
- BasketEttan
  - Subcampeón (1): 2007

## Jugadores destacados
| - Glen Barlow - Rhys Carter - Nebojsa Pavlovic - Drazen Klaric - Mario Pesut - Denis Toroman - Fran Urli - Stefan Licartovsky - Mikkel Plannthin - Mario Díez - Sebastian Kling - Theodoros Georgitsis - Conor Grace - Paolo Cesana - Terrell Christie - Pavle Boljkovac - Stefan Ilic - Sasa Lukic-Gavric | - Jesper Andersson - Brandon Barton - Lukas Bergang - Pierre Hampton - Andreas Karlsson - Fredrik Larsson - Odin Lindell - Johan Lofberg - Will Magarity - Plaisir Mukoko - Egal Saleman - Sean Smith - Ronnie Boggs - Matt Cole - Cliff Colimon - Lavelle Emerson - Brandon Hassell - Phillip McDonald | - Leonard Mosley - Darris Santee - Bernard Toombs - Demond Watt - Nijaz Mehmedovic - Mahir Mehmedovic - Mersad Mesihovic - Zoltan Kurinczky - Dominik Peter - Christian Koutras - Terrel Castle - Pedro Cipriano - Randall Hanke - Michael Ojo - Terrence Oglesby - Andrew Pleick - Jonas Pollard - Tim Whitworth |